# Chirițești (gmina Vedea)
Chirițești – wieś w Rumunii, w okręgu Ardżesz, w gminie Vedea. W 2011 roku liczyła 152 mieszkańców.